# Eduard Tubin
Eduard Tubin (Torila, Estonia, 18 de junio de 1905 - Estocolmo, Suecia, 17 de noviembre de 1982) fue un compositor y director de orquesta estonio.

## Biografía
Eduard Tubin vino al mundo en la localidad de Torila, cerca de Kallaste, Estonia, en 1905. Sus dos progenitores eran aficionados a la música y su padre tocaba la trompeta y el trombón en la banda local. Su primer contacto con la música tuvo lugar en el colegio, donde aprendió a tocar la flauta y la balalaika. Más tarde, su padre le compró un piano y Eduard fue pronto conocido por sus interpretaciones, a menudo acompañado por un violinista.
El joven Tubin ingresó en 1920 en el Teacher's College de Tartu, donde comenzó su interés por la composición. Contrajo matrimonio en 1930 con una estudiante, Linda Pern, con la que tuvo un hijo, Rein, en 1932. En su calidad de director musical del teatro 'Vanemuine', tuvo la oportunidad de efectuar varios viajes al extranjero durante la década de los años treinta del siglo XX. En uno de ellos conoció a Zoltán Kodály, quien le transmitió su interés en las canciones folclóricas.
Tras la invasión soviética de Estonia en 1944, Tubin, como muchos de sus compatriotas, tuvo que exiliarse en Estocolmo, donde residió el resto de su vida, si bien regresó a su país natal en algunas ocasiones. Al principio, tuvo que aceptar cualquier trabajo que se le presentase, si bien -debido al elevado número de estonios residentes en Suecia- ello equivalía a menudo a dirigir coros de exiliados. Después de un tiempo, Tubin se trasladó a un suburbio de Estocolmo, donde pudo dedicarse completamente a la composición. Allí escribió algunos de sus trabajos más importantes, entre ellos la mayor parte de su música coral y las sinfonías de la Sexta a la Décima. 
Hacia el final de su vida, Tubin comenzó a obtener un rápido reconocimiento como compositor, particularmente a partir de que el director Neeme Järvi, estonio como él, se instalase en los Estados Unidos en 1980. En el último año de su vida, su Décima Sinfonía fue interpretada por la Boston Symphony Orchestra (), y Tubin fue objeto de varias distinciones por parte de organizaciones musicales suecas.
Eduard Tubin enfermó en 1982 y permaneció hospitalizado hasta su muerte el 17 de noviembre de dicho año.

## Estilo
La música folclórica estonia tuvo una fuerte influencia en los primeros trabajos musicales de Tubin; a este periodo pertenece su Sinfonietta sobre motivos estonios de 1930-1931. En 1938 visitó la isla de Hiiumaa a fin de recopilar aires folclóricos locales. Tubin fue también un notable orquestador, lo que puede comprobarse particularmente en sus Tercera y Cuarta Sinfonías.
Hacia el tiempo en que compuso su Sexta Sinfonía se produjo un cambio estilístico en su obra y su música se convirtió en más áspera, armónicamente hablando. El finale de su Séptima Sinfonía utiliza un tema dodecafónico, si bien es tonal. Este cambio de una estética eminentemente nacionalista a otro estilo más internacional, se relaciona a menudo con el exilio del compositor cuando Estonia fue ocupada por la Unión Soviética. 
Tubin no es, probablemente, más conocido debido a su desarraigo. Aunque Estonia lo considera hoy como uno de sus compositores más importantes, la mayor parte de su obra tuvo que componerla en Suecia, donde nunca se le prestó la atención que merecía.
La obra de Tubin ha ganado reconocimiento en los últimos años, y sus Cuarta y Octava Sinfonías, así como su segunda sonata para piano, son unánimemente reconocidas como obras maestras. La mayor parte de su obra ha sido grabada (existen dos colecciones completas de la integral de sus sinfonías, bajo la dirección de Neeme Järvi y Arvo Volmer), y en el mes de junio de 2005 la ciudad de Tallin celebró el centenario de su nacimiento con un festival musical en el que fueron interpretadas todas sus sinfonías así como buena parte de su obra para piano y su música de cámara.

## Obras importantes

### Sinfonías
- Sinfonía n.º. 1 en do menor (1931-34).
- Sinfonía n.º. 2 en si menor, 'Legendaria' (1937).
- Sinfonía n.º. 3 en re menor, 'Heroica' (1940-42, rev. 1968).
- Sinfonía n.º. 4 en la, 'Lírica' (1943, rev. 1978).
- Sinfonía n.º. 5 in si menor (1946).
- Sinfonía n.º. 6 (1953-54, rev. 1956).
- Sinfonía n.º. 7 (1955-58).
- Sinfonía n.º. 8 (1965-66).
- Sinfonía n.º. 9, 'Sinfonía simple' (1969).
- Sinfonía n.º. 10 (1973).
- Sinfonía n.º. 11 (incompleta).

### Conciertos
- Concierto para violín y orquesta n.º. 1 en re mayor (1941-42).
- Concierto para violín y orquesta n.º. 2 en sol menor (1945).
- Concierto para contrabajo (1948).
- Concierto para balalaika y orquesta (1963-64).
- Concertino para piano (1944-45).

### Música orquestal
- Música para cuerdas (1962-63).
- Sinfonietta sobre motivos estonios (1930-31).
- Toccata (1937).
- Preludio Solemne (1940).

### Música coral yópera
- Réquiem por los Soldados Caídos.
- Cantata 'Inauguración' para barítono, narrador, coro y orquesta (1958).
- The Parson of Reigi.
- Barbara von Tisenhusen.

### Obra de cámara
- Sonata para piano n.º. 1 (1928).
- Sonata para piano n.º. 2, 'Luces del Norte' (1950).
- Sonata para violín n.º. 1 (1934-36, rev. 1968-69).
- Capricho n.º. 1 para violín y piano (1937, rev.1971).
- Sonata para viola (1964-65).
- Sonata para saxofón alto (1951).

- Datos: Q434931
- Multimedia: Eduard Tubin / Q434931